# Kim Jackson
Kim Jackson (Dublin, 1965.), irska pjevačica. Predstavljala je Irsku na Euroviziji 1991. s pjesmom "Could It Be That I'm In Love". Pjesmu je komponirao Liam Reilly, koji je također napisao i riječi. Završila je na 10. poziciji s 47 boda.